# Charles M'ba
Pour les articles homonymes, voir Mba.
Charles Réné M'ba né le 4 mars 1954 à  Libreville est un haut cadre économique et financier, essayiste et homme politique gabonais.
Expert comptable diplômé, il est haut cadre chez Elf, Total et Pricewhaterhousecoopers de 1983 à 2005.
Il occupe ensuite les fonctions de directeur général des marchés publics du Gabon de 2005 à 2006 avant d'être Ministre Délégué auprès du Ministre de l’économie, des Finances, du Budget et de la Privatisation du Gabon de 2006 à 2009.
Il est sénateur du département du Woleu de 2008 à 2015.
Depuis le 9 septembre 2023, il est ministre des Comptes Publics et de la Dette dans le gouvernement de transition du Général Brice Clotaire Oligui Nguema.

## Biographie

### Enfance et études
Charles Réné M'ba est né le 4 mars 1954 à Libreville au Gabon. Son père a été fonctionnaire au service d'élevage à Owendo, à Tchibanga et enfin à Oyem.
Après des études primaires à l'école primaire Sainte Anne à Libreville, il arrive à la première place au concours d'entrée en 6e du Gabon en juin 1967. Il poursuit ses études secondaires au collège Bessieux de Libreville où il obtient son Baccalauréat série D en 1974. Il obtient une Maîtrise de Sciences Économiques à l’Université Rennes-I en 1980 puis un DESS d’Économie (Analyse de Projets) Mention AB, Lauréat, à Rennes 1 en 1982.
Charles M'ba est également titulaire d'un International Master Of Business Administration (IMBA) obtenu en 1984, d'un Diploma of Management Studies à l’EUA de San Francisco, d'un Certificate of Asian and Economic Studies à l’IMUA de Tokyo (Japon) et d'un Certificate of Advanced management program for Oil and Gas Industries Exécutives de Glendale University en Arizona. Il obtient un diplôme d'expert comptable en 1991.

### Carrière professionnelle
Charles M'ba enseigne en 1983 l'économie à des classes de BTS chez Pigier à Rennes.

#### Elf (1984-1990)
En 1984, il intègre Elf Aquitaine en tant qu'Ingénieur d’Études à la Direction Financière Exploration / Production à Paris.
De 1986 à 1987, il est Ingénieur Associations (Joint-Ventures) à la Division des Comptes d’Elf-Gabon.
De 1987 à 1989, il est Ingénieur d’études au Département Budget – Comptabilité de la SNEA-P  à Paris.

#### Cabinet d'audit et de conseil (1990-1993)
Il quitte Elf en 1990 pour devenir Auditeur Sénior (Chef de Missions) chez PricewaterhouseCoopers Paris au Département Banques / Assurances. Il y reste jusqu'en 1993.

#### Retour chez Elf (1990-2004)
En 1994, Charles M'ba est de retour chez Elf où il est Auditeur à la Direction de l’Audit Groupe (DAG) - l'ancienne inspection générale - à Paris. Il occupe cette fonction jusqu'à 1996. De 1996 à 1998, il est chargé de missions à la Direction de l’Audit Groupe (DAG) et Responsable Formation des Personnels Financiers Exploration / Production de 1998 à 1999.
De 2000 à 2004, Charles M'ba est Chargé de missions auprès du Chef de Département Formation Exploration/Production  au sein du Groupe TotalFinaElf à Paris.

#### Directeur général des marchés publics au Gabon (2005-2006)

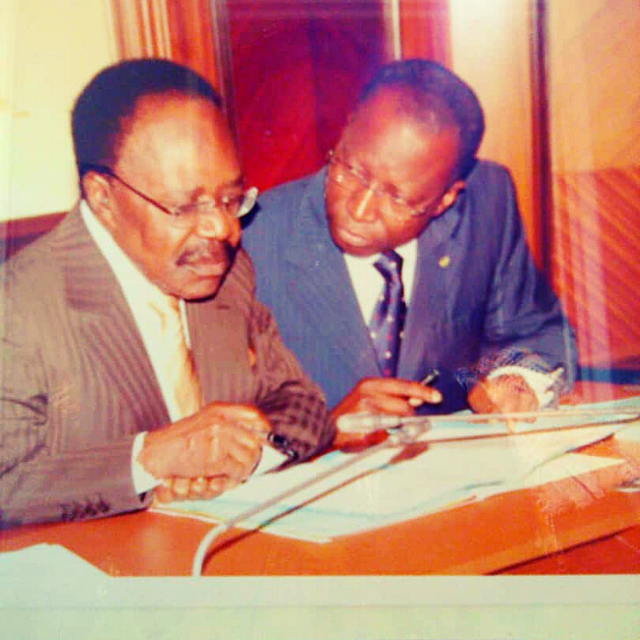
Charles M'ba et Omar Bongo lors d'un conseil des ministres en 2008.

Appelé au Gabon par le président du Gabon Omar Bongo, il est nommé en 2005 Directeur Général des Marchés Publics au sein du Ministère des Finances, poste qu'il occupe jusqu'en 2006.
Charles M'ba est président du conseil d'administration de l'Institut Africain d'Informatique (IAI)  de 2007 à 2010.

### Parcours politique
Charles M'ba est nommé Ministre délégué auprès du Ministre de l'économie, des finances, du budget et de la privatisation du Gabon en 2007, poste qu'il occupera jusqu'à la mort d'Omar Bongo en 2009. Il conduit en 2007 la liste du Parti Démocratique Gabonais pour le canton Woleu, le plus grand département du Gabon (5 cantons, 275 village et 95 regroupements de villages) qu'il remporte avec 75 % d'élus.
En 2008, il est élu sénateurdu Département du Woleu et le reste jusqu'en 2015. En tant que Sénateur, il est membre de la Commission des Finances, de la Commission des Affaires Économiques et de la Commission de la Décentralisation. Il a aussi été membre de la Délégation Parlementaire gabonaise à l’ASSECCA (Sénats africains et arabes).
Durant son mandat de sénateur, il a également été membre de trois groupes d'amitiés. Il a été  Secrétaire – Trésorier du groupe sénatorial d’Amitié Gabon – Canada, membre du Groupe sénatorial d’Amitié France-Gabon et du groupe sénatorial Gabon-Japon.
En 2016, lors des élections présidentielles au Gabon, alors qu'il est passé à l'opposition, Charles M'ba soutient Jean Ping qui obtient officiellement 41 %. Malgré les résultats officiels, de nombreuses sources le donnent gagnant,,.
Après un exil de 7 ans, il est de retour au Gabon pour répondre à la main tendue d'Ali Bongo. Ce dernier le nomme Haut commissaire de la République lors du conseil des ministres le 03 juillet 2023, soit un mois avant les élections.
En septembre 2023, il est nommé ministre des comptes publics du gouvernement de transition dirigé par Brice Clotaire Oligui Nguema. Très vite, il affirme vouloir lutter contre le gaspillage et défendre un budget plus rigoureux et plus social que le pouvoir précédent tout en refusant d'instaurer un plan d'austérité.

## Prise de positions

### Gouvernance d'Ali Bongo
À propos de la gouvernance d'Ali Bongo Charles M'ba déclare :
« Les Gabonais en ont marre de cette calamité qui s’est abattue sur eux, ils souffrent et ils en souffrent durement au quotidien. Ils n’ont plus confiance et depuis longtemps, dans ce pouvoir qui s’impose brutalement à eux. Avec une gouvernance aussi catastrophique qu’ubuesque. Quant à notre pays, il est abimé, martyrisé, désormais moqué, humilié. Il nous faut sortir de l’impasse, de ce cul-de-sac dans lequel il a été conduit, il faut mettre un terme à cela afin de revenir à une vie normale. Nous devons le faire, nous pouvons le faire, même par intérêt pour certains mais surtout par amour de notre pays pour ceux qui se préoccupent de l’intérêt général ».

### Modification de la constitution du Gabon
Quant au changement constitutionnel Charles M'ba affirme :
« On peut regarder cette modification comme étant technique pour lui ou le groupe dont il sert les intérêts, leur objectif étant la conservation du pouvoir. Mais, s’agissant de la loi fondamentale, dans un pays démocratique, une modification technique appelle un débat. On retrouve encore ici la marque de fabrique de ce régime qui a une tendance monarchique claire et affirmée. Une précédente modification avait déjà porté sur l’article 8 de la Constitution, qui dispose désormais que « le chef de l’État est le chef suprême de l’exécutif ». On en conclut que l’État au Gabon, c’est le président de la République ».
Charles M'ba est l'auteur de deux ouvrages tous deux paru en 2016 Gabon : la Passion du Pays et Mes Mots.

## Décorations
Charles M'ba est fait commandeur dans l’Ordre National du Mérite gabonais en 2006. En 2009, il est élevé au grade de Grand Officier de l’Ordre National du Mérite gabonais par la Présidente du Gabon Rose-Francine Rogombé.
En 2012, en reconnaissance de sa contribution à la réhabilitation d'un millier d'étudiants camerounais en informatique et à sa contribution active à l'opération de vulgarisation et de démocratisation des Technologies de l'Information et de la Communication dénommée 100 mille femmes, Charles M'ba est fait Officier dans l’Ordre de la Valeur par le président de la République du Cameroun, Paul Biya.